# Holkham Hall
Holkham Hall si trova a Holkham, nella contea del Norfolk in Inghilterra, ed è una cosiddetta country house del XVIII secolo costruita in stile palladiano. Fu progettata dall'architetto William Kent in collaborazione con il suo proprietario Thomas Coke, conte di Leicester, e con Lord Burlington. Iniziata nel 1734, la costruzione venne terminata nel 1764.
Oggi è sede della famiglia Coke, conti di Leicester.
La severità dell'insieme si basa sulla teoria di Andrea Palladio e in particolare su Villa Mocenigo, descritta nei Quattro Libri dell'Architettura. Si distingue per l'eleganza dell'insieme e la parsimonia di ornamenti. La facciata meridionale presenta un portico decorato da colonne ioniche. La severità dell'insieme è alleggerita dalle finestre veneziane degli avancorpi angolari posti intorno al blocco centrale dell'edificio.
La pianta rispecchia uno schema particolare: presso gli angoli di un blocco centrale a pianta rettangolare, ne sono disposti altri quattro, anch'essi rettangolari: da ciò risulta dunque una struttura policentrica e nel complesso elaborata, piuttosto lontana dai modelli classici.

## Galleria d'immagini

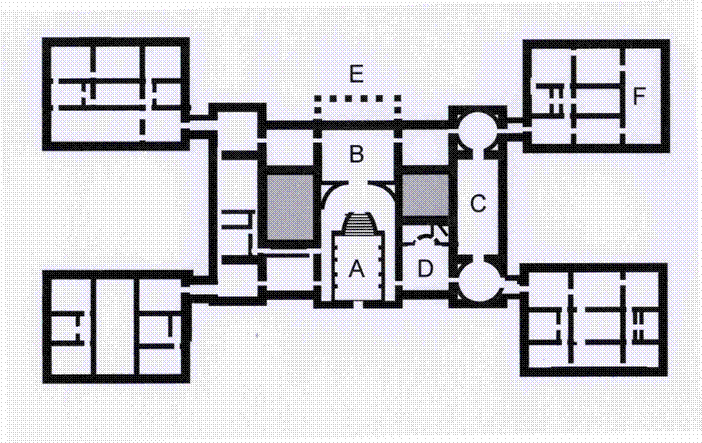
Pianta dell'edificio (piano nobile)
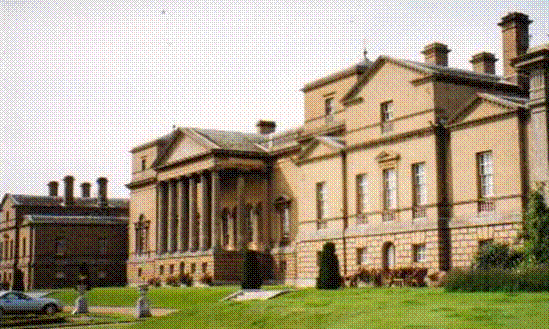
Veduta d'insieme
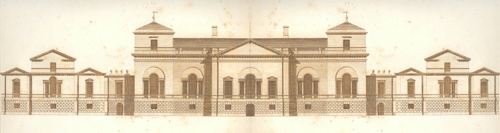
Lato settentrionale

## Curiosità
Holkham Hall viene citata in uno dei romanzi più noti della popolare scrittrice statunitense di best-sellers Danielle Steel, "Beauchamp Hall", come una delle più belle e suggestive dimore d'Inghilterra, fonte d'ispirazione del castello-location ove si svolgono le riprese cinematografiche della storia che dà il titolo al romanzo omonimo.